# Айрите (станция)
А́йрите (латыш. Airīte) — железнодорожная станция на территории Зирньской волости Салдусского края Латвия на линии Елгава — Лиепая. Вблизи станции нет значительных обжитых мест. С 2001 года станция не используется.

## История
Первоначально, 15 декабря 1928 года, здесь был открыт остановочный пункт узкоколейной линии Айзпуте — Салдус. Временное здание для станции широкой колеи установлено в 1928 году. Постоянное пассажирское здания из камня построено в 1935 году по типовому проекту Артурса Трамдахса (такому же, как станции Йоста и Тадайки). В 1947 году демонтирован остававшийся подъездной путь с 600 мм колеёй, ведший через Циецере в сторону посёлка Зирни..